# Układ w Chyżnem

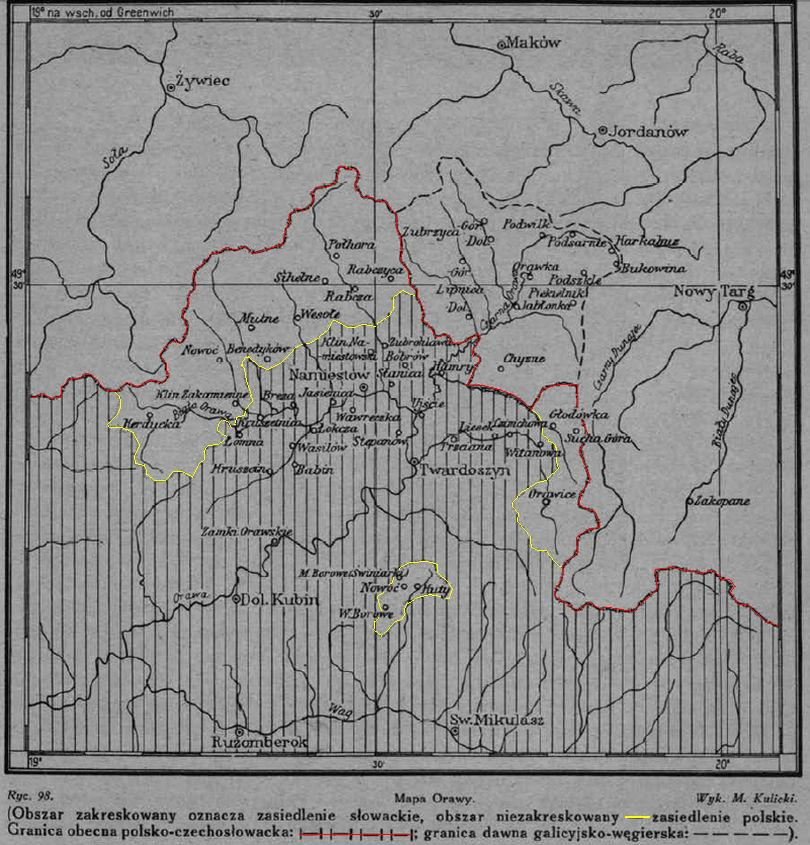
Mapa etniczna Orawy

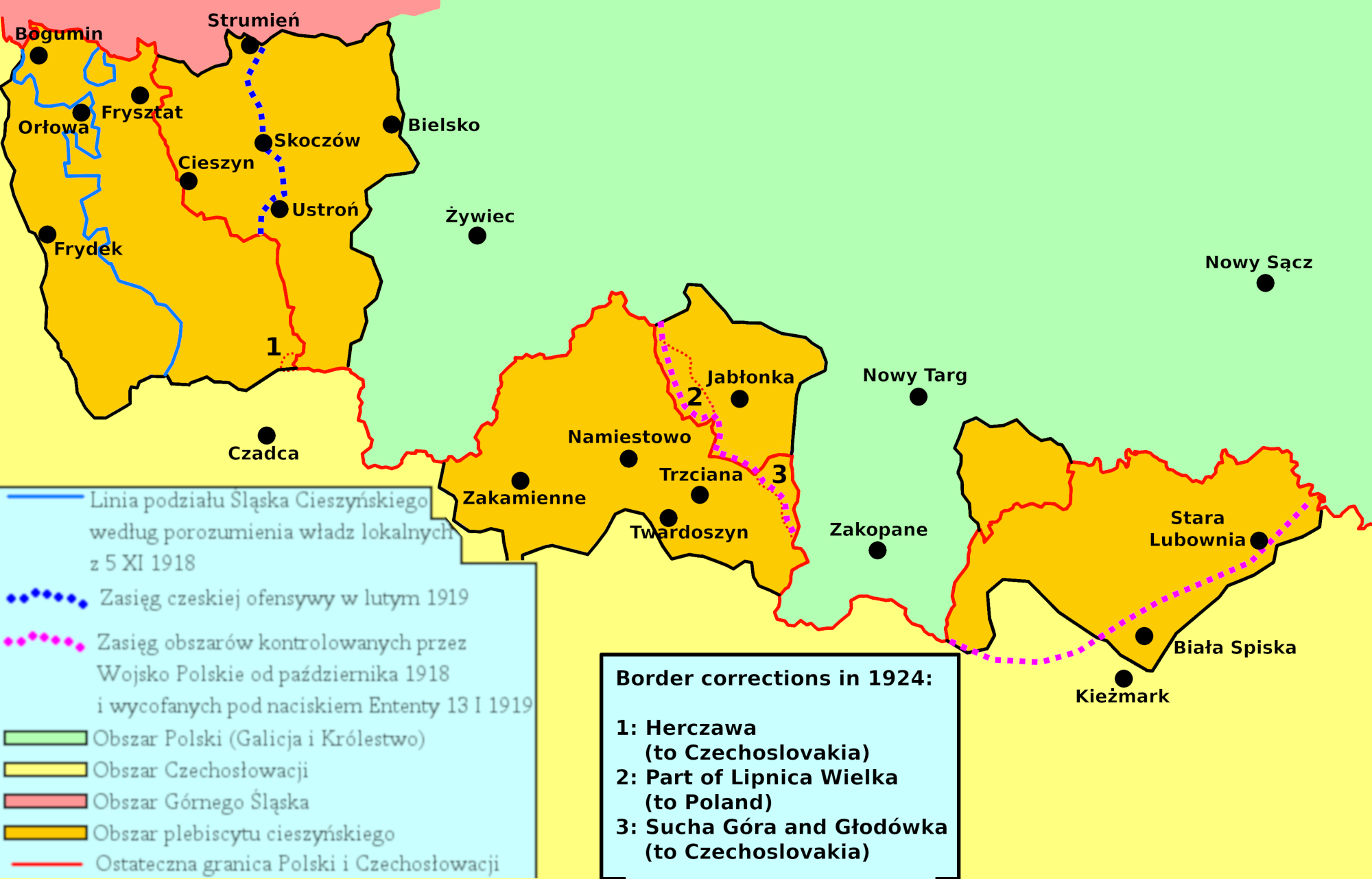
Mapa terenów plebiscytowych na Orawie, Spiszu i Śląsku Cieszyńskim

Układ w Chyżnem – porozumienie polsko-czechosłowackie z 31 grudnia 1918 r., dotyczące rozgraniczenia terytoriów spornych na Spiszu i Orawie, zawarte w Chyżnem.
Na zebraniu 5 listopada 1918 r. mieszkańcy Jabłonki i okolic przyjęli rezolucję, w której zadeklarowali wolę przyłączenia polskojęzycznej części Orawy do Polski. Tego samego dnia powołano też Radę Narodową, którą upoważniono do sprowadzenia na Orawę polskich żołnierzy, co nastąpiło już 6 listopada, kiedy z Czarnego Dunajca przybyły dwa plutony Wojska Polskiego, które dyslokowały się w Piekielniku, Jabłonce, Suchej Górze oraz Głodówce. 10 listopada na konferencji polsko-słowackiej w Żubrohławie wyrażono obopólną wolę porozumienia i wytyczenia granicy na zasadach etnicznych.
Ostatecznie porozumienie polsko-słowackie przekreśliły władze nowo powstałej Czechosłowacji, które w grudniu 1918 r. wysłały wojska do opanowania terytorium na Spiszu i Orawie, łącznie z niektórymi polskojęzycznymi wsiami. 24 grudnia została podpisana w Popradzie polsko-czechosłowacka umowa w sprawie zawieszenia broni i wyznaczenia linii demarkacyjnej, a 31 grudnia kolejne rokowania odbyły się w Chyżnem.
Podczas rozmów w Chyżnem czechosłowacka delegacja zażądała wycofania się Polaków z terenów powiatu trzciańskiego, za dawną granicę galicyjsko-węgierską. Polacy odmówili wycofania z kontrolowanych terenów i domagali się wycofania wojsk czechosłowackich z polskich wsi w powiecie namiestowskim. Ostatecznie ustalono porozumienie na zasadzie status quo, a polska delegacja przeforsowała wpisanie do protokołu porozumienia klauzuli, że ustalone warunki jako tymczasowe nie oznaczają rezygnacji Polski z pretensji terytorialnych względem Czechosłowacji w powiecie namiestowskim, jako że linia demarkacyjna nie odpowiada stosunkom etnicznym.
Układ w Chyżnem stracił ważność 13 stycznia 1919 r., gdy polskie wojska były zmuszone wycofać się ze Spisza i Orawy, a ich miejsce szybko zajęły jednostki czechosłowackie. Czeska okupacja cechowała się grabieżami, konfiskatą polskich książek i gazet, wymuszeniami, groźbami wysiedlenia do Polski i przemocą, zdarzały się przypadki zabójstw na tle politycznym. Wobec takiego rozwoju sytuacji powstała delegacja Spisza i Orawy na konferencję wersalską, w skład której weszli ks. Ferdynand Machay, Piotr Borowy, Wojciech Halczyn i dr Kazimierz Rouppert.
Ostatecznie z powodu trudnej sytuacji Polski w związku z ofensywą sowiecką, Polska zgodziła się na rezygnację z planowanego na tym terenie plebiscytu i decyzją Rady Ambasadorów wytyczono linię graniczną podobną do ustaleń z Chyżnego, jedynie część Lipnicy Wielkiej oddając Czechosłowacji (decyzja z 28 lipca 1920 r.). Polska dążyła do korekty tego stanu rzeczy, w związku z czym 23 kwietnia 1921 r. Międzysojusznicza Komisja Delimitacyjna przyznała Polsce czechosłowacką część Lipnicy Wielkiej w zamian za Suchą Górę i Głodówkę. Dopiero zakończenie sporu o Jaworzynę Spiską poprzez podpisanie 6 maja 1924 r. protokołu krakowskiego i pozostawienie tej miejscowości po stronie słowackiej, pozwoliło zrealizować również kwestię wymiany terytoriów ustaloną cztery lata wcześniej. W 1938 r. Polacy po ultimatum odzyskali te dwie wsie, jednak w 1945 roku przywrócono granicę sprzed 1938 roku.